# Javier García Duchini
Javier Fernando García Duchini (Montevideo, 28 de noviembre de 1963) es un médico y político uruguayo, perteneciente al Partido Nacional. Desde el 1° de marzo de 2020 al 4 de marzo de 2024 fue el Ministro de Defensa Nacional. Desde el 22 al 24 de mayo de 2021 ocupó interinamente el cargo de Ministro del Interior, debido al fallecimiento de Jorge Larrañaga. Es senador electo para el período 2025-2030.

## Biografía
Egresado de la Facultad de Medicina de la Universidad de la República en 1991 con el título de doctor en medicina. Inició su especialización en pediatría. 
Está casado con Rosana Supparo y tiene tres hijos: Belén, Alfonso y Delfina.
Inicia su actuación política en el seno del Movimiento Por la Patria como opositor a la dictadura militar.
Electo diputado por el movimiento Propuesta Nacional en el periodo 1995-2000. En su actuación parlamentaria cabe nombrar proyectos de bioética y de regulación de la actividad de los psicólogos.
En 2004 acompaña a Jorge Larrañaga en la precandidatura a la Presidencia; junto con Pablo Iturralde encabezan una exitosa lista por Montevideo. Así, en las elecciones de octubre de 2004 vuelve a ser electo diputado, esta vez por el sector Alianza Nacional.
En las elecciones municipales de mayo de 2005 fue el candidato único del Partido Nacional a la Intendencia Municipal de Montevideo.
En las internas de junio de 2009, apoyó nuevamente la precandidatura de Jorge Larrañaga como precandidato a la presidencia del Partido Nacional; encabezó la Lista 40. Fue la segunda lista en cantidad de votos entre los seguidores de Jorge Larrañaga en Montevideo; y tercera en todo el país.
A fines de diciembre de 2012, García anunció su separación de Alianza Nacional y comenzó conversaciones con Luis Alberto Lacalle Pou, en ese entonces precandidato presidencial para las internas de 2014.
En las elecciones generales de Uruguay de 2014 fue elegido senador por su partido.
El 18 de noviembre de 2016 se desató una controversia, cuando el semanario Brecha señaló que García había omitido aclarar en distintas notas de prensa que no poseía el título de médico pediatra que se le adjudicaba. Entrevistado por ese medio, García admitió que no poseía el título de pediatra manifestando "Ni me adjudico ni me dejo adjudicar" y denunció lo que consideraba un ataque a su persona.
De cara a las elecciones generales de 2019, García será segundo candidato al Senado en la lista del Espacio 40, encabezada por Luis Alberto Lacalle Pou. En octubre fue elegido senador. En noviembre, tras la victoria presidencial de Lacalle Pou, García fue seleccionado para ocupar la cartera de Defensa; será secundado por el militar retirado Rivera Elgue, de Cabildo Abierto.
El 22 de mayo de 2021, tras la muerte del Ministro Jorge Larrañaga, Presidencia de la República confirmó ante los medios que García pasaría a ocupar el cargo de  Ministro del Interior de manera interina. Cargo que ocupó hasta el 25 de mayo del mismo año cuando fue reemplazado por Luis Alberto Heber.